# Temple de la renommée du football australien
Le temple de la renommée de football australien (en anglais « Australian Football Hall of Fame ») est fondée en 1996 pour célébrer le centenaire de l'Australian Football League. Il a pour objectif de reconnaître la contribution apportée par des joueurs, arbitres, personnes issues des médias, entraîneurs, dirigeants à ce sport. Cent trente-six personnes y sont introduites lors de son inauguration en 1996, il compte en 2008 deux cent dix-neuf personnes, dont vingt-deux sont considérés comme des « légendes ».

## Admission
Un comité juge les candidats en fonction de leur habileté, de leur intégrité, de leur fair-play et de leur caractère. Le nombre de matchs joués, entraînés ou arbitres ainsi que les années de service pour les dirigeants et les personnes issues des médias sont pris en compte. Les joueurs sont éligibles trois ans après leurs retraites sportives, au contraire des autres qui peuvent être éligibles à la date de leurs retraites. Les candidatures sont toutes issues d'Australie.

## Liste des membres du Temple de la renommée du football australien

### Les légendes
Douze membres sont considérés comme des légendes lors de l'inauguration en 1996, rejoints depuis par dix autres membres.
| Les 22 légendes |               |                 |                     |
| Darrel Baldock  | Ron Barassi   | Kevin Bartlett  | Haydn Bunton Senior |
| Roy Cazaly      | John Coleman  | Gordon Coventry | Jack Dyer           |
| Polly Farmer    | Peter Hudson  | Bill Hutchison  | Alex Jesaulenko     |
| Leigh Matthews  | Jock McHale   | John Nicholls   | Bob Pratt           |
| Dick Reynolds   | Barrie Robran | Bob Skilton     | Norm Smith          |
| Ian Stewart     | Ted Whitten   |                 |                     |

### Les joueurs
| Les joueurs       |                     |                  |                     |
| Darrel Baldock    | Ron Barassi         | Kevin Bartlett   | Haydn Bunton Senior |
| Gary Ablett, Sr.  | Graham Arthur       | Allen Aylett     | Gary Ayres          |
| Percy Beames      | Peter Bedford       | Vic Belcher      | Percy Bentley       |
| Mark Bickley      | Malcolm Blight      | Francis Bourke   | Craig Bradley       |
| Dermott Brereton  | Gavin Brown         | Peter Burns      | Barry Cable         |
| Peter Carey       | Albert Chadwick     | David Christy    | Jack E. Clarke      |
| Jack K. Clarke    | Ron Clegg           | Horrie Clover    | Albert Collier      |
| Harry Collier     | George Coulthard    | Syd Coventry     | Vic Cumberland      |
| Peter Daicos      | John Daly           | Terry Daniher    | Barry Davis         |
| Bob Davis         | Gary Dempsey        | Carl Ditterich   | David Dench         |
| George Doig       | Bruce Doull         | Jason Dunstall   | Russell Ebert       |
| Wels Eicke        | Ken Farmer          | Len Fitzgerald   | Tom Fitzmaurice     |
| Fred Flanagan     | Robert Flower       | Les Foote        | Des Fothergill      |
| Ken Fraser        | Ross Glendinning    | Bill Goggin      | Edward Greeves, Jr. |
| Keith Greig       | Ken Hands           | Bob Hank         | Royce Hart          |
| Doug Hawkins      | Lindsay Head        | Gerard Healy     | Reg Hickey          |
| Garry Hocking     | Allan Hopkins       | Glen Jakovich    | Frank Johnson       |
| Dean Kemp         | Neil Kerley         | Stephen Kernahan | Peter Knights       |
| Phonse Kyne       | Allan La Fontaine   | Chris Langford   | Dick Lee            |
| Johnny Lewis      | Tony Lockett        | Tom MacKenzie    | Simon Madden        |
| Steve Marsh       | Denis Marshall      | Peter Matera     | Herbie Matthews     |
| Rod McGregor      | Merv McIntosh       | Guy McKenna      | Peter McKenna       |
| Dave McNamara     | Stephen Michael     | Dan Minogue      | Bill Mohr           |
| George Moloney    | Kelvin Moore        | Peter Moore      | Dan Moriarty        |
| Jack Moriarty     | Bill Morris         | Graham Moss      | Geof Motley         |
| Jack Mueller      | John Murphy         | Kevin Murray     | Ian Nankervis       |
| Laurie Nash       | Sam Newman          | Arthur Olliver   | Charlie H. Pannam   |
| John Platten      | Bernie Quinlan      | Bob Quinn        | John Rantall        |
| John Reedman      | Jack Regan          | Lou Richards     | Wayne Richardson    |
| Paul Roos         | Bob Rose            | Barry Round      | Allan Ruthven       |
| Paul Salmon       | Wayne Schimmelbusch | John Scultz      | Don Scott           |
| Walter Scott      | Kevin Sheedy        | Jack Sheedy      | Stephen Silvagni    |
| Wilfred Smallhorn | Bernie Smith        | Geoff Southby    | Stuart Spencer      |
| Jim Stynes        | Charlie Sutton      | Mark Tandy       | Noel Teasdale       |
| Len Thompson      | Vic Thorp           | Albert Thurgood  | Jack Titus          |
| George Todd       | William Truscott    | Michael Tuck     | Des Tuddenham       |
| Harry Vallence    | Doug Wade           | Bill Walker      | Robert Walls        |
| Norman Ware       | Ivor Warne-Smith    | Colin Watson     | Tim Watson          |
| Dale Weightman    | Greg Williams       | Garry Wilson     | Jack Worrall        |
| Roy Wright        | Henry Young         |                  |                     |

### Les arbitres
| Les arbitres |              |                    |                   |
| Ken Aplin    | Henry Crapp  | Jeff Crouch        | Bill Deller       |
| Jack Elder   | Tom McArthur | Jack McMurray, Sr. | Jack McMurray Jr. |
| Ian Robinson | Rowan Sawers | Bob Scott          | Ray Scott         |

### Les personnes issues des médias
| Les personnes issues des médias |                 |               |                 |
| Norman Banks                    | Harry Beitzel   | Alf Brown     | Hugh Buggy      |
| Ron Casey                       | Geoff Christian | Hector DeLacy | Reginald Wilmot |

### Les entraîneurs
| Les entraîneurs     |                   |                |                |
| Haydn Bunton Junior | John Cahill       | Tom Hafey      | Frank Hughes   |
| Allan Jeans         | John Kennedy, Sr. | Johnny Leonard | Phillip Matson |
| Jock McHale         | Jack Oatey        | David Parkin   | Norm Smith     |
| John Todd           | Fos Williams      |                |                |

### Les dirigeants
| Les dirigeants    |                       |                  |                |
| Bruce Andrew      | Max Basheer           | Charles Brownlow | Jack Hamilton  |
| H. C. A. Harrison | Thomas Hill           | Kenneth Luke     | Likely McBrien |
| Bob McLean        | William C. McClelland | Eric McCutchan   | Ross Oakley    |
| Pat Rodriguez     | Tom Wills             |                  |                |